# Județul Balta
Județul Balta a fost unul dintre cele 13 județe care au făcut parte din Guvernământul Transnistriei, regiune aflată sub administrație românească între anii 1941 și 1944.

## Istoric
În aprilie 1920 încep mari revolte țărănești, răsculații conduși de Tutunică ocupă Balta iar răscoala se întinde în raioanele Codâma și Ananiev (raion despre care „Marea enciclopedie rusă” spunea că „moldovenii sunt locuitorii autohtoni ai raionului”). În 1922 sub conducerea lui Chirsula revolta a reizbucnit. După înăbușirea în sânge a acestora s-au făcut deportări în masă.
În urma atacului Puterilor Axei asupra Uniunii Sovietice, Transnistria este pusa sub administrația României.   

## Geografie
Județul, care se găsea în partea nord-estică a Transnistriei, era împărțit administrativ în două orașe, Balta (care era și sediul județului), Berșad și șapte raioane.
În sensul acelor de ceasornic, județul Balta se învecina la nord și nord-est cu Comisariatul Ucrainei, la est cu județul Golta, la sud-est cu județele Golta și Ananiev, la sud și sud-vest cu județul Râbnița, la vest cu județele Râbnița și Jugastru, iar la nord-vest cu județul Tulcin.

## Componență
Reședința județului Balta se găsea în orașul omonim Balta, astăzi aflat în componenta Ucrainei.
Județul Balta era compus din raioanele Balta, Berșad, Cicelnic, Obadovca, Olgapol, Pesceana și Savrani.

## Recensământul din 1941
| Județul Balta      | Număr locuitori | Români | Germani | Ucraineni | Ruși  | Evrei | Bulgari | Tătari | Polonezi | Ruși-Lipoveni | Alții |
| ------------------ | --------------- | ------ | ------- | --------- | ----- | ----- | ------- | ------ | -------- | ------------- | ----- |
| Orașul Balta       | 9.538           | 156    | 11      | 7.042     | 2.229 | 4     | -       | 13     | 12       | 9             | 62    |
| Orașul Berșad      | 4.361           | 1      | 1       | 2.509     | 21    | 1.822 | -       | -      | 7        | -             | -     |
| Total mediul rural | 241.208         | 954    | 34      | 236.342   | 2.500 | 661   | 16      | 97     | 445      | 57            | 102   |
| Total județ        | 255.107         | 1.111  | 46      | 245.893   | 4.750 | 2.487 | 16      | 110    | 464      | 66            | 164   |